# Ke (unità di misura)
Il ke (cinese: 刻; pinyin: kè) è un'unità pratica di misura del tempo. Si tratta di una suddivisione della giornata utilizzata nel mondo cinese, rappresentante un centesimo di giorno, ossia un po' meno di un quarto (d'ora) (precisamente 14 minuti e 24 secondi, o 864 secondi).
La Cina misurava questo tempo decimale, per mezzo di clessidre ad acqua (orologi con erogazione di flusso d'acqua), da circa tremila anni. Anche più tardi, il formato decimale fu spesso utilizzato in parallelo con i tempi duodecimale e sessagesimale introdotti nei tempi moderni dai missionari gesuiti.
Esistevano altre unità di misura di tempo per la giornata: le ore doppie (shi), di una durata di due ore e nel numero di dodici in una giornata, nonché le veglie di guardia (geng) nel numero di cinque per notte e di una durata variabile secondo la stagione.